# هنيدة غانم
هنيدة غانم هي باحثة فلسطينية في علم الاجتماع، تُدير المركز الفلسطيني للدراسات الإسرائيلية- مدار، تعيش وتعمل في مدينة القدس.

## دراستها الأكاديمية
حاصلة على شهادة الدكتوراه بامتياز في علم الاجتماع السياسي والثقافي من الجامعة العبرية في القدس، عام 2005. كما انها حاصلة على منحة ما بعد الدكتوراه في «معهد دراسات الشرق الأوسط» في جامعة هارفارد. أنجزت العديد من الدراسات، الأبحاث والمقالات المنشورة في مجالات علم الاجتماع السياسي والثقافي ودراسات الجوانب الاجتماعية ومواضيع أخرى، منها: سياسات الاستعمار في فلسطين، والدور الاجتماعي للمثقف الفلسطيني بعد النكبة، اليهودية والقومية في إسرائيل.

## سيرتها المهنية
تشغل هنيدة غانم منصب المديرة العامة «للمركز الفلسطيني للدراسات الإسرائيلية - مدار»، في مدينة رام الله. بالإضافة إلى ذلك، ألفت هنيدة غانم خلال مسيرتها المهنية العديد من المُحاضرات في عدة جامعات في دولة فلسطين.
وهي رئيسة تحرير مجلة «قضايا إسرائيلية» الصادرة عن مركز مدار لمدة 11 عام على التوالي، تحديدا من عام 2000 حتى عام 2011، وفي العام 2009 شغلت منصب رئيسة تحرير التقرير الاستراتيجي السنوي لمدار.
في 2 أبريل 2024، شَكَلَ الرئيس محمود عباس مجلس إدارة المؤسسة الوطنية لتوثيق تاريخ فلسطين وحفظ الذاكرة والتي تأسست في 1 فبراير 2024، وعينها عضوةً فيه.

## دراسات وكتب منشورة
ألّفت هنيدة غانم كتابًا بعنوان " "بناء الأمة من جديد: المثقفون الفلسطينيون في إسرائيل" ، من قبل دار النشر التابعة للجامعة العبرية - القُدس. صدر عام 2009.
حرّرت هنيدة غانم بعض الكُتب خلال مسيرتها الأكاديمية والمهنية وهي:
- "On the Meaning of a Jewish state" [4]، إصدار المركز الفلسطيني للدراسات الإسرائيلية - مدار.[5] صدر بالإنجليزية في العام 2014.
- محرّرة كتاب «إسرائيل والأبارتهايد: دراسة مقارنة» مع عازر دكور،[7] إصدار المركز الفلسطيني للدراسات الإسرائيلية- مدار، صدر باللغتين الإنجليزية والعربية في العام 2018.
- محرّرة كتاب «قانون أساس إسرائيل الدولة القومية للشعب اليهودي: الوقائع والأبعاد»،[8] إصدار المركز الفلسطيني للدراسات الإسرائيلية- مدار، صدر باللغة العربية في العام 2019.
- محررة كتاب «الاعتراف بالدولة اليهودية»، إصدار المركز الفلسطيني للدراسات الإسرائيلية - مدار. صدر عام 201.[5]

ولها العديد من المقالات المنشورة في المجلات البحثية المختلفة، منها:
- هنيدة غانم، «المحو والإنشاء في المشروع الاستعماري الصهيوني»، مجلة الدراسات الفلسطينية، ع 96 (خريف 2013).[9]
- هنيدة غانم، «تحويل القدس إلى أورشليم: عن سياسات التهويد، المحو، والإحلال والمقاومة»، مجلة الدراسات الفلسطينية، ع 33 (2015).[10]
- هنيدة غانم، «الحدود والحياة السرّية للمقاومة اليومية: قرية المرجة الفلسطينية 1949-1967»، مجلة الدراسات الفلسطينية، ع 102 (ربيع 2015).[11]
- هنيدة غانم، «السلام القيامي: صفقة القرن أو الخراب الذي يَعِد بالازدهار»، مجلة الدراسات الفلسطينية، ع 122 (ربيع 2020).[12]